# Zamach w paryskiej prefekturze policji
Zamach w paryskiej prefekturze policji – akt terrorystyczny, który miał miejsce 3 października 2019 na terenie prefektury policji na Île de la Cité w Paryżu.

## Przebieg
Do zdarzenia doszło w paryskiej prefekturze policji w 1. dzielnicy Paryża. Napastnik zabił nożem kuchennym 4 osoby (3 policjantów i pracownika administracyjnego) oraz ranił 2 kolejne osoby. W odpowiedzi ogień otworzyła policja. W rezultacie zamachowiec zginął na miejscu. Sprawcą zamachu okazał się Francuz, 45-letni Mickaël Harpon, pracownik administracyjny prefektury, który miał zradykalizować się pod wpływem imama z meczetu w podparyskiej miejscowości Gonesse.